# Казаки (серия мультфильмов)
«Казаки» — серия мультфильмов о приключениях троих запорожских казаков, поставленных режиссёром-постановщиком Владимиром Дахно и снятых на киноплёнку на киностудии «Киевнаучфильм».
Последний мультфильм серии был снят уже в независимой Украине на киностудии «Укранимафильм» в 1995 году.
В 2016 и 2018 годах на студии «Baraban» были сняты минисериалы, продолжающие серию.
В мультфильмах отсутствуют диалоги, за исключением иногда приводимого вступительного или заключительного текста «от автора» и песен — действие происходит в виде интуитивно понятных сцен. Все мультфильмы — короткометражные, их продолжительность не превышает 20 минут.

## Персонажи
Главные герои серии — три запорожских казака (имена и описание характеров образов каждого собственноручно указаны В. А. Дахно 07.05.2000 г. в приложении к заявке о регистрации авторского права):
- Грай — самый старший, самый опытный, хитрый и умелый — высокого роста, худой;
- Око — самый меткий стрелок — малого роста, кругленький, очень весёлый и подвижный, весь увешан самым разнообразным оружием, начиная от пистолей и кончая восьмиствольной запорожской мортирой. В случае опасности бежит напролом с большой скоростью.
- Тур — самый молодой и простодушный — парень могучего телосложения, обладающий огромной физической силой.

Все трое попадают в невероятные приключения, встречаясь с людьми разных стран и эпох, даже с богами и инопланетянами.
У главных героев есть чёлн, кони, пара волов, а в сериях с участием их жён видно, что и крепкое домохозяйство. Иногда они идут в походы целым войском, и тогда к ним присоединяются до десятка безымянных казаков. Помимо главных героев, сквозными персонажами являются и пираты (из серии «Как казаки невест выручали»): они также присутствуют в серии «Как казаки в хоккей играли». Большинство серий начинается на вершине холма, увенчанного языческим идолом в виде усатого пращура казаков (идол также служит героям кладовой) — это своего рода штаб казаков.

## Производство
На создание фильмов режиссёра Владимира Дахно вдохновили три мушкетера Александра Дюма.

## Серии
Все девять мультфильмов из серии «Как казаки…» создавались в виде анимационных кинофильмов для показа на киноэкране.
| Сезон | Сезон | Кол-во серий | Премьера        | Премьера        |
| Сезон | Сезон | Кол-во серий | Первая серия    | Последняя серия |
| ----- | ----- | ------------ | --------------- | --------------- |
|       | 1     | 9            | 1967            | 1995            |
|       | 2     | 26           | 30 мая 2016     | 7 июля 2016     |
|       | 3     | 3            | 14 октября 2018 | 14 октября 2018 |

### 1 сезон (1967—1995)
| № | # | Название                           | Дата показа |
| --- | - | ---------------------------------- | ----------- |
| 1 | 1 | «Как казаки кулеш варили»          | 1967        |
| Эпизод, рассказывающий о похищении Ока, отправившегося на поиски табака, и других казаков кочевниками-мусульманами. Грай и Тур с приключениями проникают в цитадель неприятеля, на воротах которой написано «Кафа», находят похищенных в зиндане, освобождают друзей и возвращаются домой, заодно прихватив тюки с табаком. В конце сюжет возвращается к названию: троица и другие спасённые казаки собираются вокруг котла, в котором варится кулеш, Грай поднимает из котла утку, пытается проткнуть её саблей и качает головой: «Нет, ещё не сварилась». Эта серия отличается несколько более стилизованной прорисовкой, нежели последующие. |   |                                    |             |
| 2 | 2 | «Как казаки в футбол играли»       | 1970        |
| Казаки возвращаются из поездки и рассказывают товарищам о футболе, матч которого они посетили в Англии. Узнав, что победители получают из рук самой британской королевы награду, казаки воодушевляются и решают собрать команду. Сначала они тренируются, затем отправляются с мячом и без оружия на запад. По дороге они встречают немцев (в образе стереотипных рыцарей в доспехах XIV века) и французов (мушкетёров XVII века, своих современников). И те и другие собираются на стадионах со своими командами для игры в футбол. Стиль игры каждой команды напоминает национальные черты — немцы выстраиваются «свиньёй» и упрямо идут на ворота, оттесняя соперников (что является отсылкой к Ледовому побоищу). Казаки обыграли их своей скоростью и ловкими пасами, чего немцы делать не могли из-за тяжёлых доспехов. Игра мушкетёров напоминала бальные танцы; казаки противопоставили им свой гопак и тоже выиграли. Наконец казаки попадают на британский остров, где играют с командой английских джентльменов XIX века. Те очень технично играли под дождём и уже забили три гола, пока Тур не перевернул ударом мяча тучу, нависшую над стадионом. Дождь прекратился, и на высохшем поле казакам уже не было равных — им удалось забить двенадцать голов. Разозлённый капитан англичан хотел забить гол в ворота казаков, но умудрился автоголом пробить собственные ворота вместе с вратарём, и счёт стал 3:13 в пользу казаков. В итоге они получают золотой кубок и возвращаются домой, на родной холм. Как отметили ведущие передачи «Другой Футбол» (укр. «Інший Футбол») украинского телеканала ICTV, если считать рыцарей не немцами, а шведами, то мультфильм удивительно точно предсказал состав группы, в которую Украина попала на чемпионате Европы по футболу 2012 года, и даже порядок матчей: Швеция, Франция, Англия. По мнению Станислава Рынкевича с телеканала Матч ТВ, вручаемый казакам кубок был очень похож на трофей, вручаемый победителю Кубка кубков. В этой серии уже сформировалась стилистика рисовки дальнейшего сериала, но казаки (главная троица и вся команда) показаны более смуглыми (загорелыми под степным солнцем), чем в последующих фильмах, что отчётливо видно в сравнении с командами соперников. |   |                                    |             |
| 3 | 3 | «Как казаки невест выручали»       | 1973        |
| Серия о морских приключениях казаков, гонящихся за пиратами, которые похитили пятерых казачек. Пираты также способны плавать на своём корабле из эпохи в эпоху. Погоня проходит через колоритные локации: Древнюю Грецию, Древний Египет, Индию, и заканчивается в пиратской хижине на скалистом острове. Заметив, что пьяные пираты пригорюнились, троица переодевается в музыкантов и играет разительно отличающиеся от тоскливых кабацких песен и замедленной вступительной части сиртаки с музыкальной шкатулки развесёлые танцевальные мелодии, в которых без труда угадываются оджазованная украинская плясовая, танго и летка-енка. Пираты в восторге. Переодетые казаки заманивают врагов в ловушку и вместе с девушками благополучно уезжают с острова на пиратском корабле, так как их чёлн потерпел крушение. Сам остров взрывается из-за того, что пираты, оказавшись в пороховом погребе своей хижины, начинают бегать и прыгать, пытаясь освободиться. Единственная серия, в которой герои (пираты и невесты) поют. Среди лучших мультфильмов «Киевнаучфильма» 60—70-х годов XX в.: «Сказание про Игорев поход», «Журавлик», «Тёплый хлеб», «Тигрёнок в чайнике», «Волшебник Ох», «Весёлый цыплёнок», «Мальчик и облачко», «Парасолька на охоте», «Человек и слово», «Как казаки невест выручали», «Салют», «Какого рожна хочется?», «Удивительный китёнок», «Колумб причаливает к берегу», «Как жёны мужей продавали». — Кино: Энциклопедический словарь / Под ред. С. И. Юткевича. — М.: Советская энциклопедия, 1987. — С. 436. Премии: 1973 — «Серебряный сестерций» VI Международного фестиваля документальных и короткометражных фильмов в Ньоне (Швейцария). |   |                                    |             |
| 4 | 4 | «Как казаки соль покупали»         | 1975        |
| Казаки сварили борщ, но соль кончилась, а какой же вкус без соли? Они идут на ярмарку, где обнаруживают, что у чумаков, торговавших солью, последняя была отобрана Злым Паном (местным феодалом-разбойником). В этой серии казаки стараются довезти украденную соль до базара, отбиваясь от Злого Пана и его слуг. Почти вся серия представляет собой энергичную погоню. В конце казаки привозят товар на базар, а злодеев с позором выгоняют, выстрелив в наказание каждому из них солью в пятую точку. В благодарность чумаки бесплатно дают спасителям полный мешок соли («Берите, сколько надо!»), а Грай берёт оттуда половину горсти. Самая короткая серия. Единственная серия, в которой имена создателей перечисляются в начале, а не в конце мультфильма. |   |                                    |             |
| 5 | 5 | «Как казаки олимпийцами стали»     | 1979        |
| События этой серии связаны с древнегреческой мифологией. Верховный олимпийский бог Зевс хочет остановить войны между греками и учреждает Олимпийские игры. Арес, сын Зевса и кровожадный бог войны, намерен сорвать их проведение. Зевс жалуется на Ареса своему старшему брату Аиду, и два циклопа по приказу владыки подземного царства мёртвых арестовывают Ареса. Однако оказавшийся в заточении Арес сбегает из подземного плена не без помощи царя Сизифа. Но ему придётся волей-неволей вступить в спортивное состязание с казаками, занявшими сторону олимпийцев — фехтовать с Граем, бороться с Туром и выступить в боксёрском поединке с Оком. После поражения в боксе циклопы во второй раз забирают оказавшегося в бессознательном состоянии Ареса в подземное царство душ умерших к Аиду. Премии: Международный фестиваль спортивных фильмов в Ленинграде, 1979 г. — Бронзовая медаль. |   |                                    |             |
| 6 | 6 | «Как казаки мушкетёрам помогали»   | 1979        |
| Серия отсылает к роману Александра Дюма-старшего «Три мушкетёра»: казаки помогают четырём французским мушкетёрам доставить ларец дочери персидского шаха с тюльпанами голландскому принцу, чтобы тот мог на ней жениться. Принц (сын штатгальтера) — племянник Анны Австрийской, поэтому французский двор принимает в судьбе голландца самое деятельное участие. Коварный кардинал Ришелье, задумавший женить принца на своей племяннице ради государственных интересов Франции, хочет сорвать планы королевы и во главе преданных ему гвардейцев пускается в погоню за мушкетёрами. Одна из двух серий (вместе с серией «Как казаки на свадьбе гуляли») с использованием закадрового текста (текст читает Эдуард Назаров). |   |                                    |             |
| 7 | 7 | «Как казаки на свадьбе гуляли»     | 1983        |
| Мистическая серия, рассказывающая о женитьбе Тура, отсылает к произведениям Гоголя. В поисках черевичек для своей возлюбленной казак попадает к лесной нечисти в корчму «Мельница» (укр. «Млин»), расположившуюся в старой водяной мельнице. Там его коварным образом усыпил чёрт под видом корчмаря. Главарь собравшихся хочет взять душу Тура в обмен на черевички. Верные друзья хитроумно спасают казака и побеждают нечисть, после чего сталкивают мельницу в воду, забрав только граммофон, и находят под ней богатый клад. В конце серии присутствует текст от автора. Самая продолжительная из всех серий. |   |                                    |             |
| 8 | 8 | «Как казаки инопланетян встречали» | 1987        |
| В этой серии казаки встречают потерпевших крушение инопланетян, карикатурно похожих на них самих (маленький, длинный и сильный). Летающей тарелке пришельцев для возвращения на родину требуется масло. Имеющееся у казаков подсолнечное и кукурузное масло не подходят, и в поисках подходящей смазки казаки вместе с инопланетянами странствуют по Европе: защищают болгарский город от генуэзцев, получив в награду бутыль розового масла, затем открывают горячие источники воды для древнеримских терм в обмен на оливковое масло. Но ни одно из масел, добытых казаками, не подходит для двигателя тарелки. Тогда компания отправляется в Испанию, чтобы купить ещё какое-нибудь «заморское» масло, и едва не попадает на костёр инквизиции из-за своих прожорливых волов, которые уничтожили дары, привезённые испанскому королю. Спасаясь бегством из Испании, казаки обнаруживают, что у их телеги заскрипело одно колесо, и смазывают его припасённым в ведёрке дёгтем. Инопланетяне пробуют его и понимают, что это то самое масло, которое им было нужно. Получив от казаков дёготь и передав им подарки (зажигалку, стетоскоп и бур), они прощаются со своими земными друзьями и улетают на своей тарелке, у которой теперь сзади, как у телеги, привешено ведёрко. Последний мультфильм серии, снятый в СССР. |   |                                    |             |
| 9 | 9 | «Как казаки в хоккей играли»       | 1995        |
| Последний мультфильм «классической» серии, снятый на студии «Укранимафильм», образованной после распада СССР, на базе мультипликационного отделения «Киевнаучфильма». Казаки показаны старыми отцами семейств. Тем временем канадская хоккейная команда прибывает на родину казаков, чтобы провести матч с ними. Однако их униформу похищают пираты, которые и выходят на лёд под видом хоккеистов и проигрывают казакам со счётом 4:6. В конечном счёте казаки прогоняют пиратов, а потом устраивают прощальный ужин в честь канадцев, и те уезжают. Единственный мультфильм, в котором присутствуют словесные реплики (использованы материалы из мультфильма «Энеида»), но они воспроизводятся на непонятном языке. Планировался десятый, финальный выпуск — «Как казаки за три моря ходили», но по каким-то причинам не был снят. Сохранился его литературный сценарий на украинском языке. |   |                                    |             |

### 2 сезон (2016)
| № | #  | Название             | Дата показа  |
| --- | -- | -------------------- | ------------ |
| 10 | 1  | «Казаки. Франция»    | 30 мая 2016  |
| Франция, Париж. Под сенью Эйфелевой башни даже во время футбольного матча можно влюбиться. И умудриться потерять любовь. В этой серии - главная романтическая история сериала!                                                                           |    |                      |              |
| 11 | 2  | «Казаки. Испания»    | 31 мая 2016  |
| Ритмы фламенко или главное дерби сезона. Такая альтернатива возможна только, если вы в Мадриде. Гитара звучит, танцующие красотки ослепляют, и на матч уже не успеть. Хотя, все возможно. Если…                                                          |    |                      |              |
| 12 | 3  | «Казаки. Швейцария»  | 1 июня 2016  |
| Швейцария. Страна ароматного сыра, тающего во рту шоколада, точнейших часов и запредельных цен. Но, если у казака с собой футбольный мяч, у него всегда есть шанс стать миллионером!                                                                     |    |                      |              |
| 13 | 4  | «Казаки. Швеция»     | 2 июня 2016  |
| Футбольное противостояние на стокгольмских крышах пойдет отнюдь не на плюшки и не на варенье. Это принципиальная битва! Бой жужжащих моторов и казацкой смекалки!                                                                                        |    |                      |              |
| 14 | 5  | «Казаки. Чехия»      | 3 июня 2016  |
| Хотите узнать тайну знаменитого чешского вратаря? Для этого нужно попасть в Прагу и с наступлением ночи подойти к Карлову мосту. Секрет откроется, только если вы настоящий казак. Как Око, Грай и Тур.                                                  |    |                      |              |
| 15 | 6  | «Казаки. Англия»     | 6 июня 2016  |
| Красный даблдеккер плавно катит казаков по улицам Лондона и вдруг!.. Вдруг все меняется, и жизнь важной персоны уже в опасности! Королева Англии отблагодарит героев за проявленную отвагу!                                                              |    |                      |              |
| 16 | 7  | «Казаки. Германия»   | 7 июня 2016  |
| Германия, Мюнхен, футбол, красавица-баварка и… Конечно, пиво! Простая перепасовка может смешать это все в кучу и стать началом настоящего пенного приключения. При производстве серии ни один бармен не пострадал!                                       |    |                      |              |
| 17 | 8  | «Казаки. Бельгия»    | 8 июня 2016  |
| Любите ли вы бельгийские вафли? Нам стало известно, что казаки Тур, Грай и Око их обожают. Как мы об этом узнали? Нашли в соцсети их альбом селфи из Брюсселя! Включайте мультфильм и поймете, причем тут футбол и как селфи помогут спасти целый город. |    |                      |              |
| 18 | 9  | «Казаки. Италия»     | 9 июня 2016  |
| Эта серия могла бы превратиться в самую жестокую. В Колизее аншлаг, трибуны ревут, гладиаторы в ужасе. Понятно, что Тур, Грай и Око изменят ход событий! Но как? Поднимите большой палец вверх и смотрите!                                               |    |                      |              |
| 19 | 10 | «Казаки. Румыния»    | 10 июня 2016 |
| Даже в очень веселом сериале одна из серий может оказаться настоящим хоррором. Уже страшно? А кто бы не испугался в темном замке где-то в горах Трансильвании?! Казаки против Дракулы? Да! Это надо видеть!                                              |    |                      |              |
| 20 | 11 | «Казаки. Ирландия»   | 13 июня 2016 |
| Если отправиться в путешествие по радуге и перейти шаткий мостик высоко в горах, обязательно встретишь Лепрекона. Перед тем, как смотреть эту серию о приключениях Тура, Грая и Ока, лучше встаньте. Сидя неудобно бить чечетку.                         |    |                      |              |
| 21 | 12 | «Казаки. Уэльс»      | 14 июня 2016 |
| Чем нужно завтракать, чтобы стать настоящим драконом? Об этом уже готовы рассказать славные казаки Тур, Грай и Око в своем не кулинарном репортаже из страны, где обожают регби.                                                                         |    |                      |              |
| 22 | 13 | «Казаки. Португалия» | 15 июня 2016 |
| Если бы проблему очередей повсеместно решали казаки-футболисты, о, насколько прекраснее стал бы мир! Португальцам повезло, ведь Тур, Грай и Око побывали проездом в этой прекрасной стране. Мало того, у них при себе был мяч!                           |    |                      |              |
| 23 | 14 | «Казаки. Греция»     | 16 июня 2016 |
| «Не боги голы забивают». Отныне эта поговорка отменяется окончательно и бесповоротно! Тур, Грай и Око ещё покажут этому вашему Олимпу, что такое дриблинг по-казацки. Да и по-гречески тоже.                                                             |    |                      |              |
| 24 | 15 | «Казаки. Польша»     | 17 июня 2016 |
| Самая звездная серия! В самом прямом смысле слова. В ней футбол выйдет на новую орбиту, а вы узнаете настоящую историю одного космически важного научного открытия.                                                                                      |    |                      |              |
| 25 | 16 | «Казаки. Дания»      | 21 июня 2016 |
| Если вы играете в футбол на набережной Копенгагена, то совсем не можете быть уверены в том, вернут ли вам улетевший мяч. А если и вернут, то кто. |    |                      |              |
| 26 | 17 | «Казаки. Исландия»   | 22 июня 2016 |
| Даже выговорить его название – Эйяфьядлайёкюдль – уже испытание, которое нашим казакам не пришлось проходить. Они молча и уверенно разобрались с проблемой. Да так, что и сам виновник остался доволен. Включайте, полетели!                             |    |                      |              |
| 27 | 18 | «Казаки. Венгрия»    | 23 июня 2016 |
| Серия-головоломка. Как её решить? Настоятельно советуем обратиться к Туру, Граю и Оку. Они веселы и задорны, с ними футбольный мяч!.. Хотя, стоп! Он, кажется, квадратный! Что же делать?                                                                |    |                      |              |
| 28 | 19 | «Казаки. Турция»     | 24 июня 2016 |
| Самое главное на рынке в Стамбуле – не пробовать все подряд. Даже если вы не ели уже тысячу лет, пожалуйста, держите себя в руках! Хотя… если в это время в Турции окажутся казаки, они вас выручат. Гляньте, как!                                       |    |                      |              |
| 29 | 20 | «Казаки. Израиль»    | 29 июня 2016 |
| Момент за моментом, удар за ударом… Но! Но шаббат подкрался незаметно и неотвратимо. Правда, если нужно доиграть футбольный матч, казаки Тур, Грай и Око всегда найдут выход! Какой? Что вы мне спрашиваете? Вы себе серию включите!                     |    |                      |              |
| 30 | 21 | «Казаки. Норвегия»   | 30 июня 2016 |
| Если собрался играть в футбол с викингами, будь готов к грубой силе и звону доспехов. Но и самим викингам нужно быть готовыми к тому, что казаки никогда не сдаются. А иногда одним ударом могут… Что именно? Смотрите!                                  |    |                      |              |
| 31 | 22 | «Казаки. Шотландия»  | 1 июля 2016  |
| Глубоко-глубоко на дне озера Лох-Несс живёт доисторический монстр. Правда, никто и никогда его не видел. А почему? Потому что звать нужно правильно. По-футбольному!                                                                                     |    |                      |              |
| 32 | 23 | «Казаки. Хорватия»   | 4 июля 2016  |
| Что самое главное на курорте? Море? Коктейли? Бассейн? Красотки в бикини? Можно было бы спросить у казаков, но, простите, они заняты. Пляжным футболом. Игрой с абсолютно непредсказуемыми последствиями. Иногда очень милыми.                           |    |                      |              |
| 33 | 24 | «Казаки. Австрия»    | 5 июля 2016  |
| В оперу или на стадион? На спектакль или на футбол? Если вы в Вене, такие вопросы вполне естественны. И главное – не перепутать дресс-код. Вот казакам это удалось. Казаки – молодцы. Будь, как казаки!                                                  |    |                      |              |
| 34 | 25 | «Казаки. Нидерланды» | 6 июля 2016  |
| Как думаете, ботаники играют в футбол? Да, если они голландцы! Казаки в этом уже убедились. Теперь ваша очередь. |    |                      |              |
| 35 | 26 | «Казаки. Финляндия»  | 7 июля 2016  |
| Самая холодная и самая предпраздничная серия! Налейте себе теплого чаю, наденьте шарф, накройтесь пледом и посмотрите историю о том, что без казаков, как оказалось, даже рождественский волшебник обойтись никак не может.                              |    |                      |              |

### 3 сезон (2018)
| № | # | Название    | Дата показа     |
| --- | - | ----------- | --------------- |
| 36 | 1 | «Австралия» | 14 октября 2018 |
| Казаки делают воздушный шар и отправляются на нём в путешествие. Вскоре они оказываются в джунглях Австралии, где казаки знакомятся с местным населением и их культурой. Казаки спасают австралийских животных от браконьеров, придумывая бумеранг и доску для сёрфинга. |   |             |                 |
| 37 | 2 | «Индия»     | 14 октября 2018 |
| Во время наводнения течением казаков относит к Индии, где они совершают культурный обмен с местным населением. Взаимодействуя с индийцами, Грай учит их играть на свирели, Око играть в шахматы, а Тур освобождает парня от рабства.                                     |   |             |                 |
| 38 | 3 | «Америка»   | 14 октября 2018 |
| Копая колодец, казаки попадают в США, где они познают мир Голливудского кинопроизводства. Герои попадают на кулинарное шоу, в котором случайно придумывают рецепт бургера и побеждают.                                                                                   |   |             |                 |

## Музыка
Музыку к сериалу создавали композиторы Мирослав Скорик, Борис Буевский, Игорь Поклад, Владимир Губа. В сериале использованы многочисленные вариации на тему украинских народных песен и танцев.
Музыкальная тема серии «Как казаки мушкетёрам помогали» — «Марш Конотопской сотни» И. Поклада из его оперетты «Конотопская ведьма» (по повести Г. Ф. Квитки-Основьяненко).
Для серии «Как казаки на свадьбе гуляли» тот же И. Поклад аранжировал украинские народные песни «Ой, під вишнею» (тема семейной идиллии Грая и Ока), «Ішло дівча лучками» (тема пирушки чертей), «Ой гарна я, гарна», «Сіяв мужик просо», романс «Шумел камыш…» (тема попавшего к чертям пьяного мужика).
В серии «Как казаки в хоккей играли» в некоторых сценах использована музыка И. Поклада из кинофильма «Москаль-чародей».

## Влияние
По мотивам мультфильма «Как казаки кулеш варили» в 2003 году Парламентским издательством Верховной Рады Украины была издана первая иллюстрированная книга «Як козаки куліш варили» из серии «Антологія Української анімації».
ТОВ «КАЗКА» в 2007 году издало книги «Як козаки на весіллі гуляли» и «Як козаки сіль купували» из серии «Усе про козаків», которые были переведены на русский и изданы в России.
По мотивам мультфильмов сделана игра-квест «Как казаки Мону Лизу искали» («Новый диск» 2005).

## Память
В 2020 году была выпущена почтовая марка тиражом 100 тыс. экземпляров.